# Дело Макарова
Де́ло Мака́рова — судебный процесс по обвинению чиновника Минтранса Владимира Макарова первоначально в сексуальном насилии, а позднее в развратных действиях по отношению к собственной 7-летней дочери в июле 2010 года. Дело приобрело значительный общественный резонанс в России в связи с противоречивостью собранных доказательств и вынесением обвинительного приговора при наличии множественных косвенных улик, но при полном отсутствии прямых доказательств вины.

## Фабула
23 июля 2010 года девочка у себя дома упала с шведской стенки, и родители вызвали скорую помощь, потребовав от врачей свозить дочь в больницу и сделать рентгеновский снимок позвоночника. В клинике Святого Владимира, где проводилось обследование, при проведении анализа мочи под микроскопом были обнаружены неподвижные сперматозоиды, в связи с чем врачи предположили возможность сексуальных действий по отношению к ребёнку и сообщили о произошедшем в милицию. Анализ мочи и одежда ребёнка были направлены на экспертизу в бюро СМЭ Минздрава РФ.
26 июля с девочкой и родителями беседовал следователь следственного комитета, при этом ребёнок и родители отрицали наличие каких-либо сексуальных контактов по отношению к девочке. Также психологом центра психолого-медико-социального сопровождения «Озон» было проведено первичное психологическое обследование ребёнка (позже психолог уволилась, а руководитель центра заявил, что «Озон» будто бы больше не может участвовать в уголовных делах, связанных с сексуальными действиями в отношении детей).

### Обвинение
На основании этих данных 11 августа против Владимира Макарова было возбуждено уголовное дело.
18 августа Владимир Макаров по собственной инициативе обратился к частному полиграфологу Игорю Нестеренко для проведения обследования на полиграфе. Нестеренко запросил у Макарова необычно высокую сумму — 150 тысяч рублей (и ещё 100 тысяч адвокату Богданову). При этом после обследования полиграфолог потребовал для получения корректного заключения ещё одно расширенное исследование стоимостью уже 300 тысяч рублей (и ещё 200 тысяч адвокату). В суде эти данные подтвердились. Поскольку Макаров вносить потребованную сумму отказался, полиграфолог по своей инициативе обратился в Следственный комитет, написав заключение, что при проведении исследования им выявлено совершение Макаровым сексуальных действий по отношению к дочери. На основании этого заключения и ранее собранных улик Владимир Макаров был арестован.
23 августа были получены результаты экспертизы мочи и одежды девочки; судмедэкспертизой сперматозоидов обнаружено не было, что противоречило результатам обследования в клинике Святого Владимира. Медицинское обследование ребёнка показало целостность девственной плевы и отсутствие повреждений наружных половых органов. 10 сентября следствие отправило те же вещественные доказательства на повторную экспертизу в ФГУ «Российский центр судебно-медицинской экспертизы Росздрава», и 22 ноября было получено повторное заключение об отсутствии следов спермы и следов ДНК отца.
В деле Макарова сменился не один адвокат. Некоторые из них уходили по своей воле, поскольку, по их словам, «не могли защищать педофила». Несмотря на противоречивость собранных доказательств, дело было передано в Таганский суд города Москвы. 18 мая 2011 года судом дело было возвращено в прокуратуру, поскольку подсудимому было предъявлено неконкретное обвинение без указания места, времени и действий совершённого преступления. Однако решением Московского городского суда дело снова было направлено для рассмотрения в Таганский суд в существующем виде.

### Приговор, отбытие, освобождение
5 сентября 2011 года Таганским судом города Москвы Владимир Макаров был приговорён к 13 годам лишения свободы в колонии строгого режима по обвинению в сексуальном насилии над несовершеннолетним. Обвинение основывалось только на косвенных доказательствах — заключении детского психолога и заключении полиграфолога.
29 ноября 2011 года Московский городской суд, рассмотрев апелляционную жалобу, переквалифицировал обвинение на третью часть статьи 135 («Развратные действия») и снизил срок заключения с 13 до 5 лет.
14 января 2015 года в УДО отказано.
В 2016 году Владимир Макаров вышел на свободу. Семья Макаровых избегает какой-либо публичности.

## Критика
По мнению В. В. Колкутина:
Что было бы значимо, например, для меня как для специалиста? Если бы в области половых органов обнаружили признаки сексуального воздействия, либо иного травматического характера, не связанные с гениталиями взрослого человека. У детей многократное участие в подобных ситуациях оставляет морфологические признаки и следы, и эксперты -судебные гинекологи знают перечень этих признаков. Ничего подобного у ребёнка обнаружено не было. Никаких сперматозоидов нигде не нашли. И человек сидит! Всё это было озвучено в суде, куда приходил наш ведущий российский эксперт по генетике Павел Леонидович Иванов. Он пытался доказать, что так не бывает, но суд проигнорировал все доводы. Была социальная нацеленность на осуждение этого человека.